# Kondrajec Pański (osada leśna)
Kondrajec Pański – osada leśna w Polsce położona w województwie mazowieckim, w powiecie ciechanowskim, w gminie Glinojeck.
W latach 1975–1998 miejscowość położona była w województwie ciechanowskim.